# Eclipse Sound
L'Eclipse Sound és un estret de l'Arxipèlag Àrtic Canadenc, a la regió de Qikiqtaaluk, Nunavut, Canadà. Separa l'illa de Bylot (al nord) de l'illa de Baffin (al sud). A l'est s'obre a la badia de Baffin a través de Pond Inlet i, al nord-oest, al Navy Board Inlet.